# جانی مک‌نیکول
جانی مک‌نیکول (انگلیسی: Johnny McNichol؛ ۲۰ اوت ۱۹۲۵ – ۱۷ مارس ۲۰۰۷) یک بازیکن فوتبال و مربی اهل اسکاتلند بود.
وی سابقه بازی در تیم‌های هارلفورد یونایتد، باشگاه فوتبال نیوکاسل یونایتد، باشگاه فوتبال برایتون و هاو آلبیون، باشگاه فوتبال چلسی، باشگاه فوتبال کریستال پالاس و باشگاه فوتبال تانبریج ولز را دارد.